# Daniel Murphy
Daniel Thomas Murphy (Jacksonville, 1º aprile 1985) è un ex giocatore di baseball statunitense.

## Carriera

### Inizi e Minor League
Nato a Jacksonville in Florida, Murphy frequentò la Englewood High School e la Jacksonville University, situate entrambe nella sua città natale. Da lì venne selezionato al 13º giro del draft amatoriale della MLB nel 2006 come 394ª scelta dai New York Mets. Nello stesso anno, giocò con tre squadre diverse nelle classi Rookie e A-breve, finendo con .213 alla battuta, .312 in base, 2 fuoricampo, 10 punti battuti a casa e 6 punti in 25 partite. Nella stagione 2007, giocò con i St. Lucie Mets della classe A-avanzata nel ruolo di terza base, chiudendo con .285 di media battuta, .338 in base, 11 fuoricampo, 78 RBI, 68 punti e 6 basi rubate in 135 partite.
Nel 2008, giocò con tre squadre ma quasi interamente nella Doppia-A (95 partite), finendo con .315 alla battuta, .379 in base, 13 fuoricampo, 69 RBI, 59 punti, 14 basi rubate in 99 partite. Nel 2010, giocò con due squadre nella Tripla-A e nella classe A-avanzata, finendo con .400 alla battuta, 438 in base, 2 fuoricampo, 14 RBI, 6 punti e una base rubata in 11 partite.

### Major League

#### New York Mets

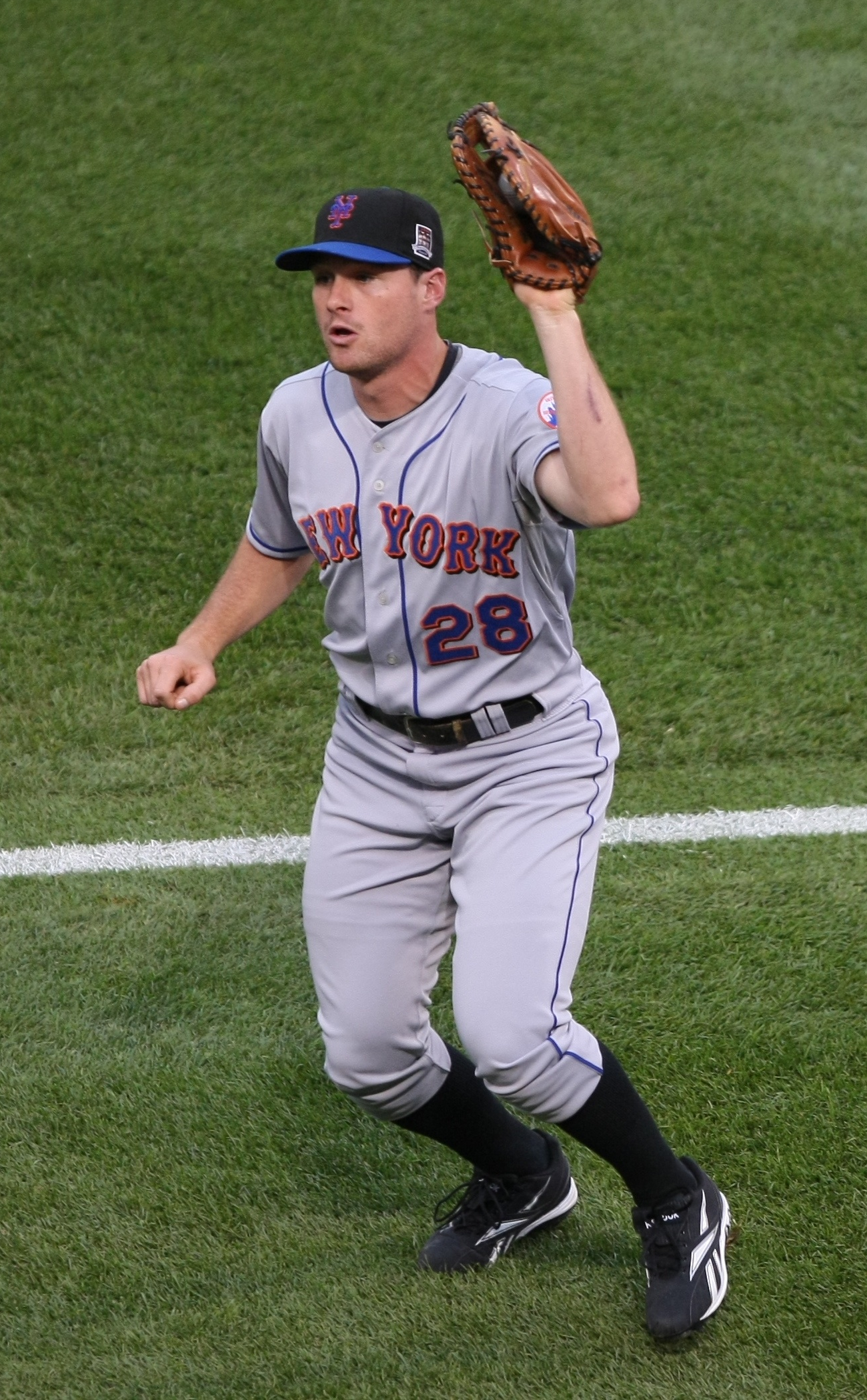
Murphy coi Mets nel 2009

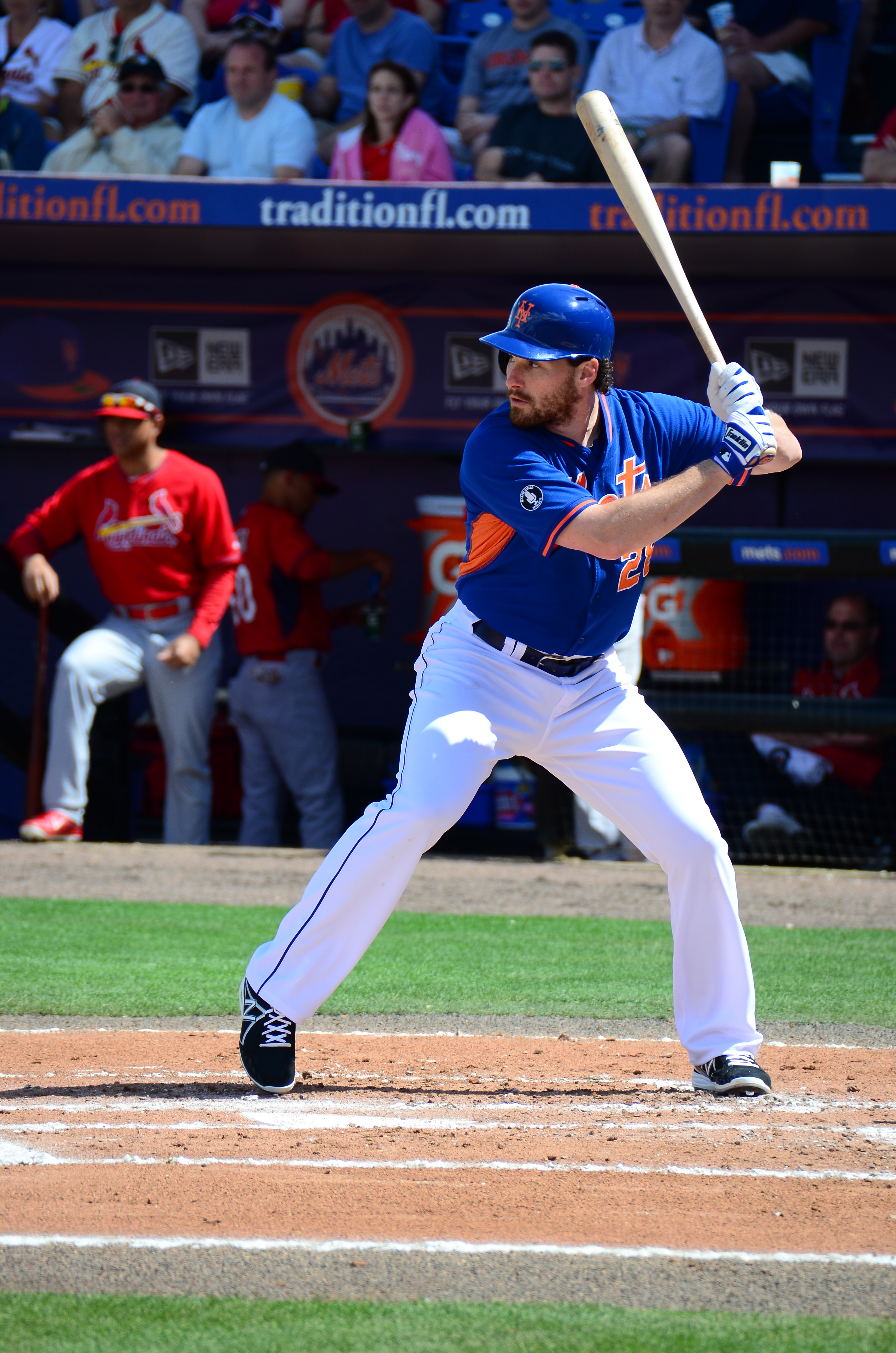
Murphy in battuta nel 2014

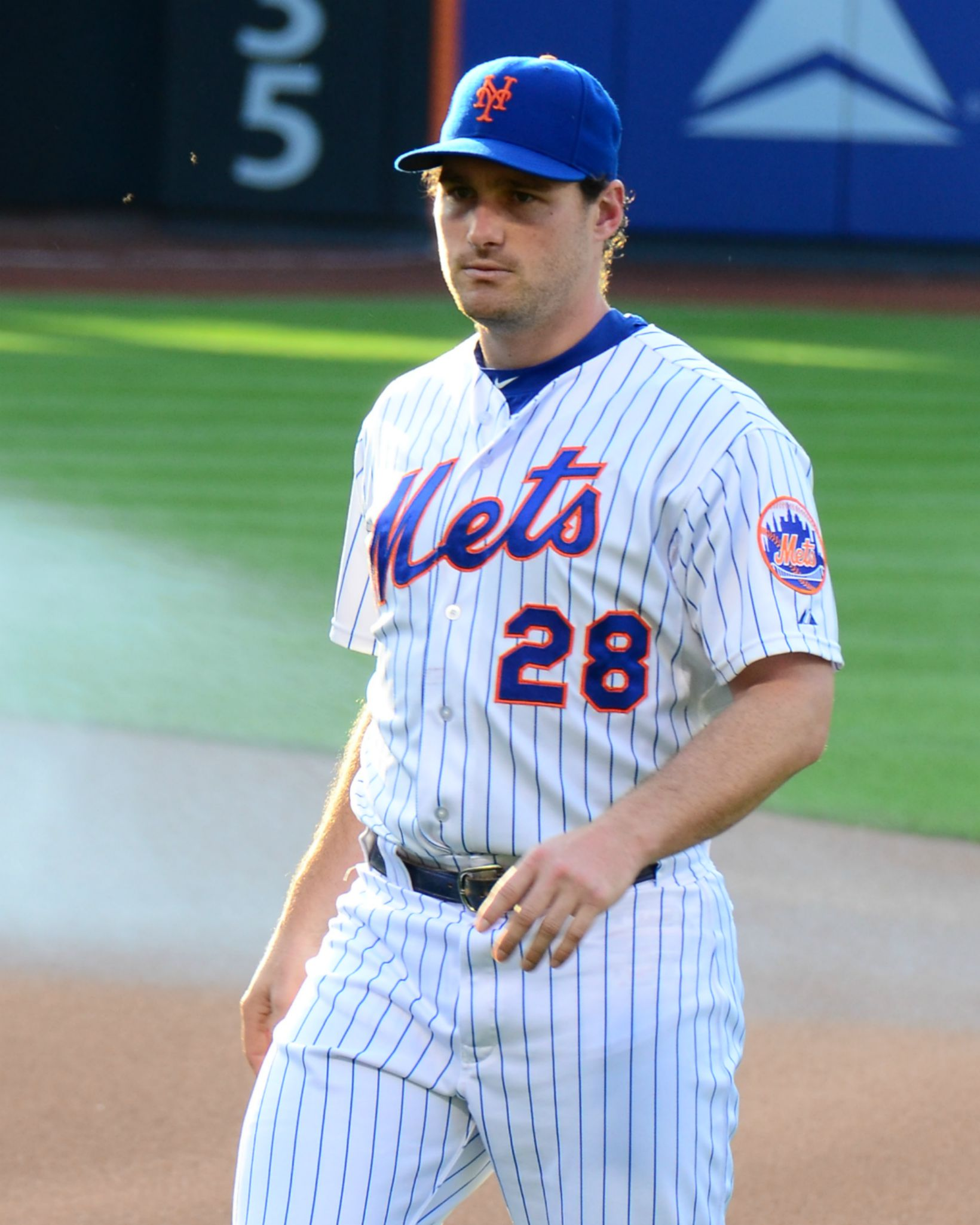
Murphy con i Mets nel 2015

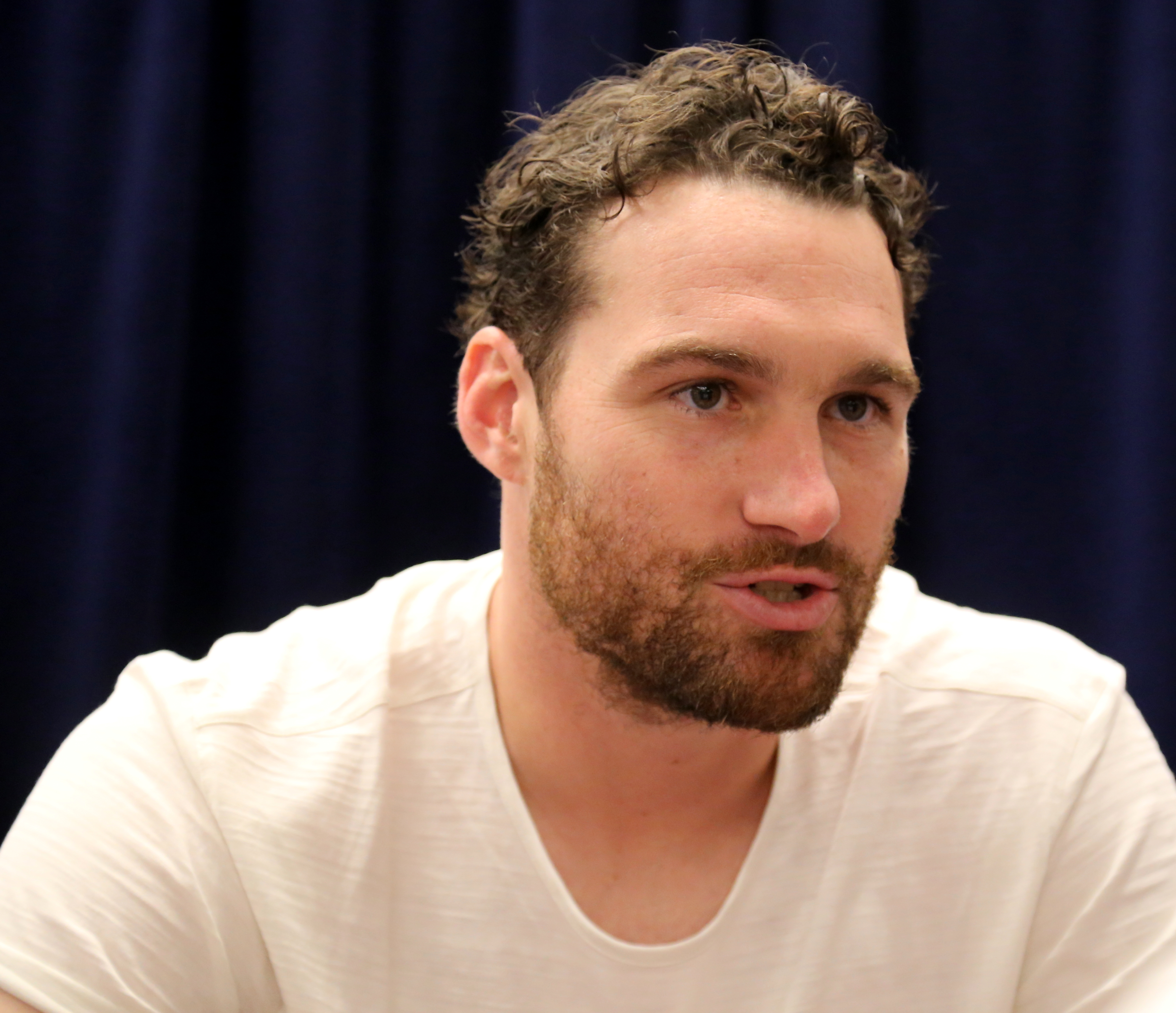
Murphy durante un'intervista nel 2016

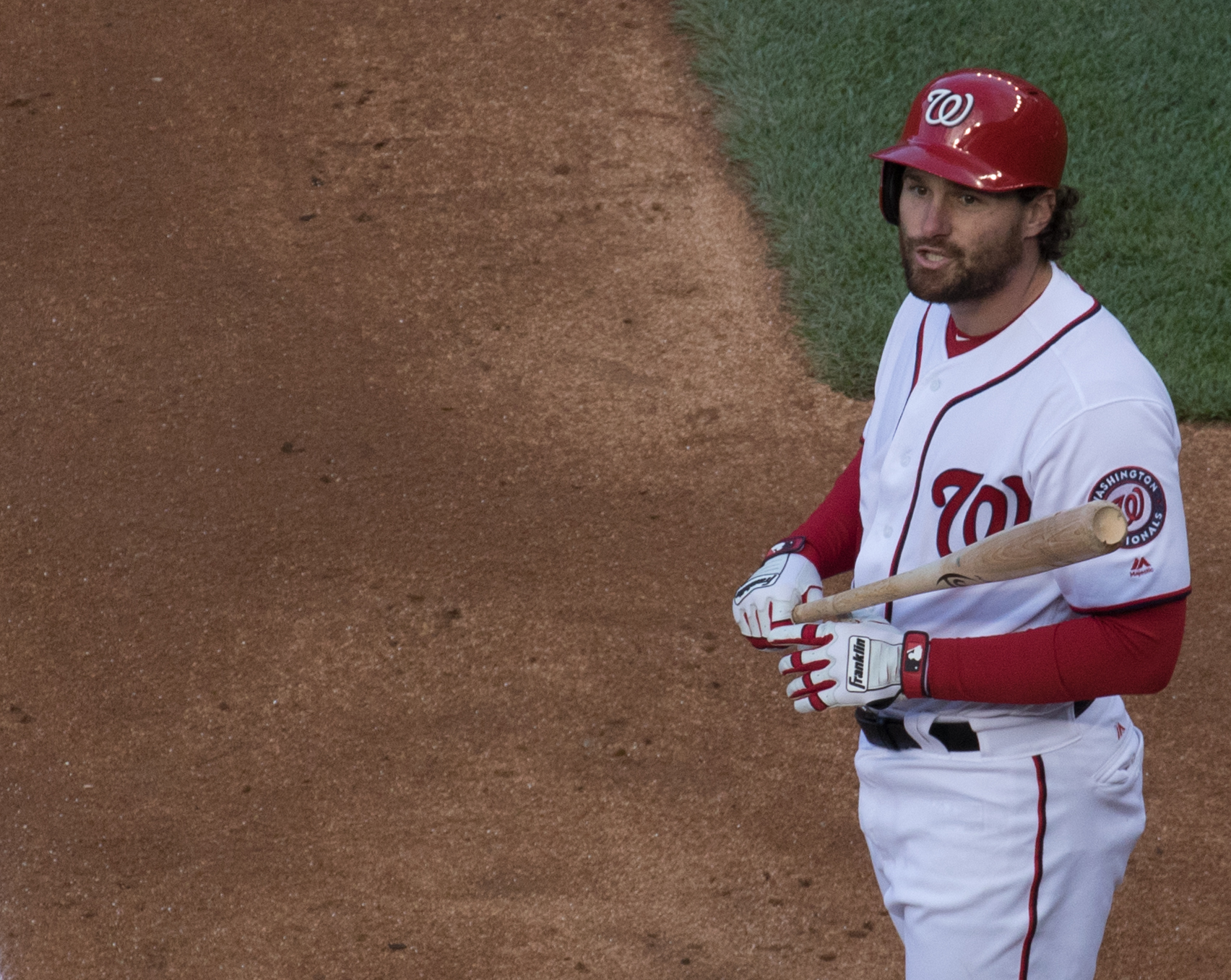
Murphy con i Nationals nel 2017

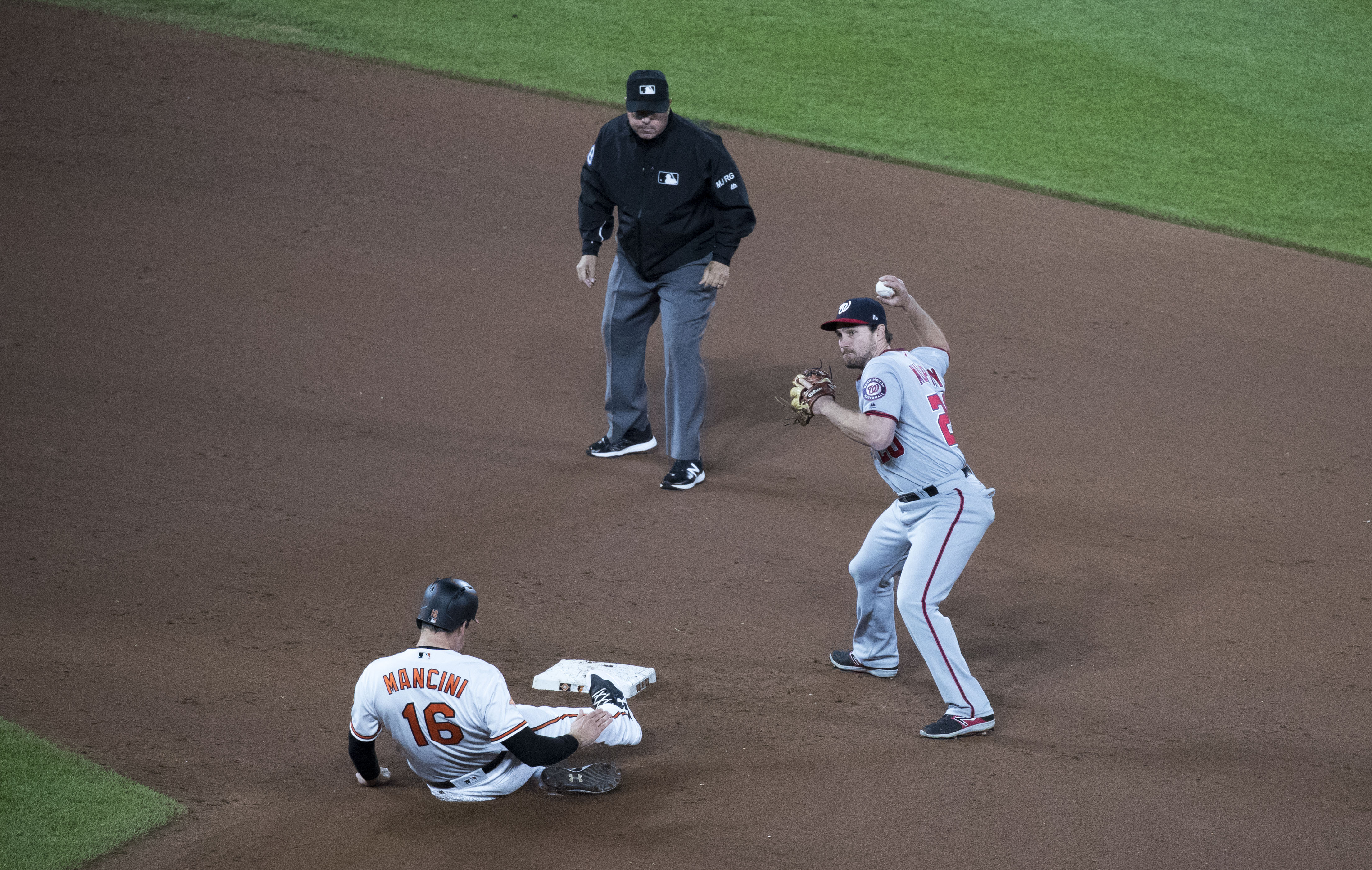
Murphy durante un'azione di gioco nel 2017

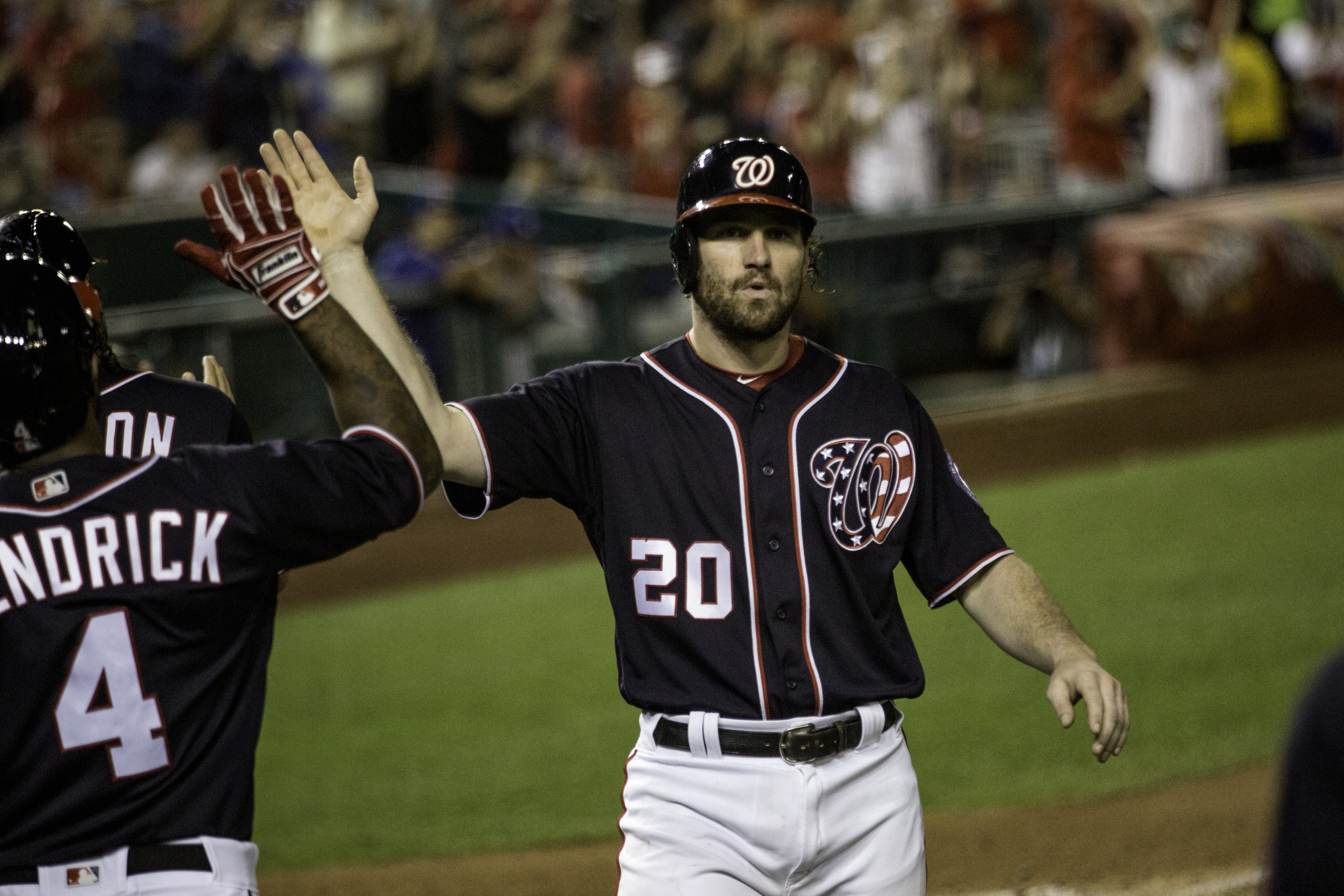
Murphy dopo aver segnato un punto nel 2017

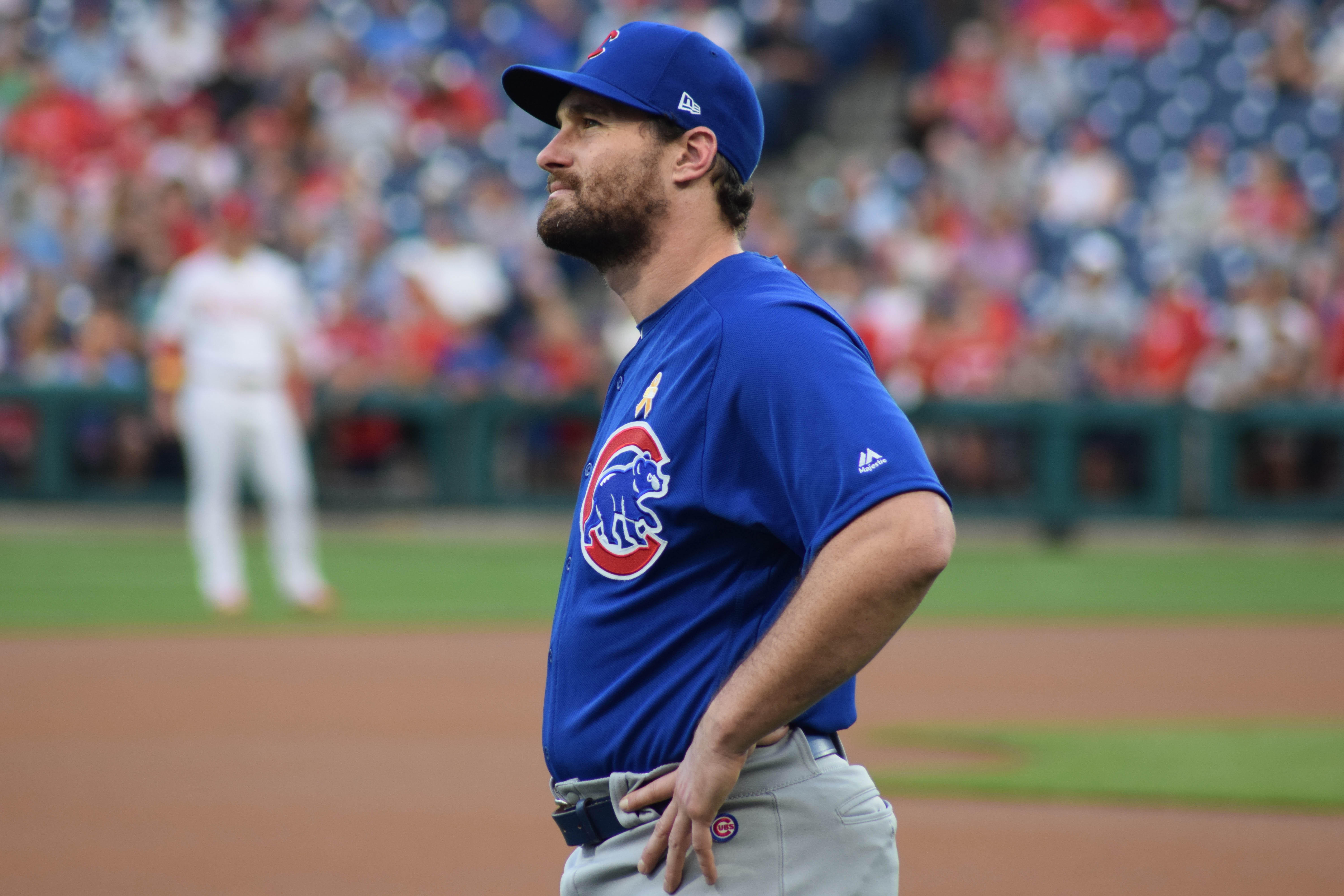
Murphy con i Cubs nel 2018

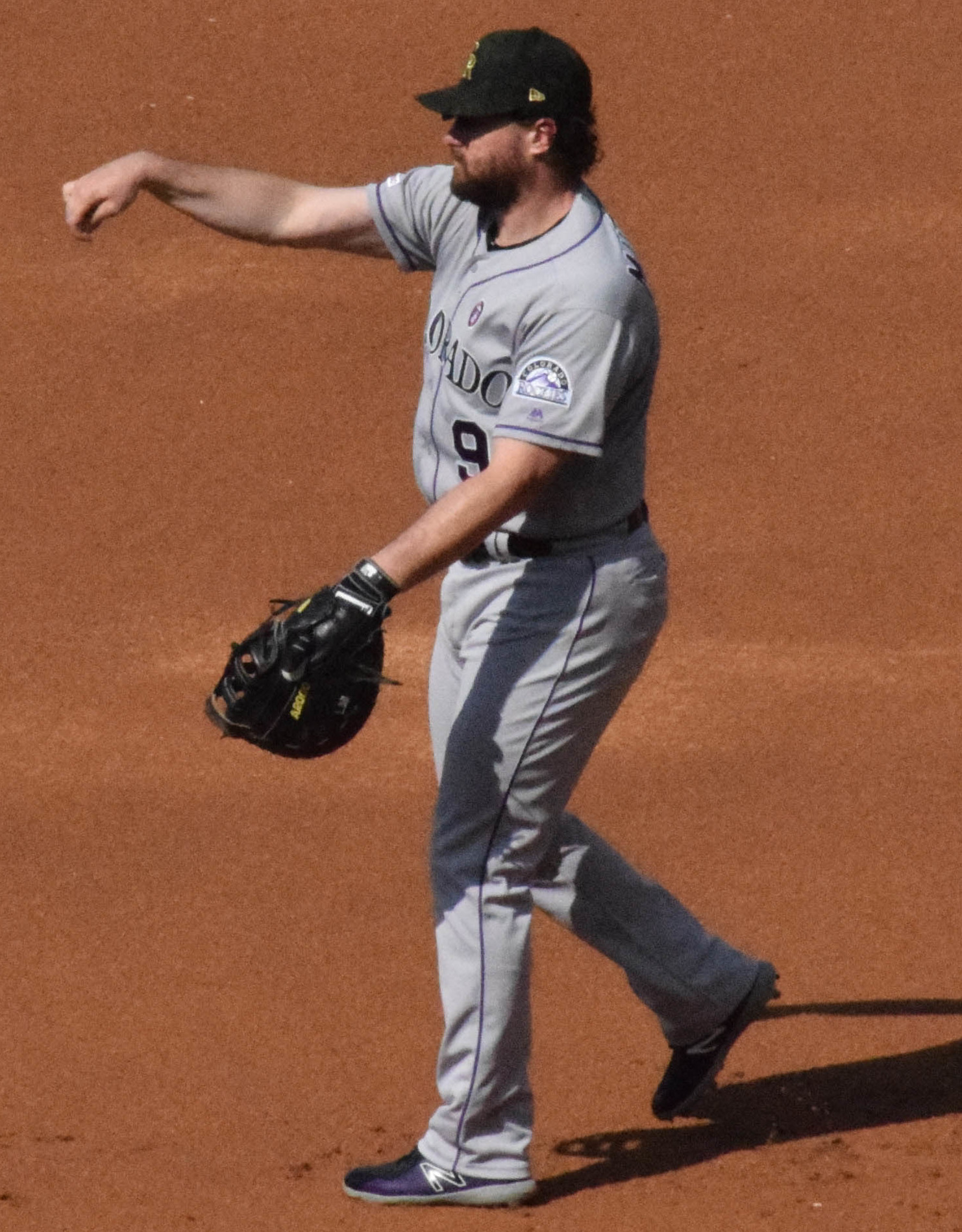
Murphy con i Rockies nel 2019

Murphy debuttò nella MLB il 2 agosto 2008, al Minute Maid Park di Houston, contro gli Houston Astros. Schierato come esterno sinistro titolare, nel suo primo turno di battuta colpì la sua prima valida e subito dopo il primo punto, su home run di Damion Easley. Il 9 agosto contro i Florida Marlins, Murphy venne schierato nella parte bassa del sesto inning come sostituto battitore, battendo il suo primo fuoricampo, un home run da due punti. Nel suo primo anno giocò 49 partite nella MLB di cui 30 da titolare con i Mets, chiudendo con .313 di media battuta, .397 in base, 2 fuoricampo, 17 RBI, 24 punti, nessuna base rubata, 50 eliminazioni di cui una doppia, 2 assist e un errore da esterno sinistro, ruolo quest'ultimo che ricoprì per l'intera stagione.
Nella stagione 2009, giocò 155 partite di cui 124 da titolare finendo con .266 di media battuta, .313 in base, 12 fuoricampo, 63 RBI, 60 punti, 4 basi rubate, 846 eliminazioni di cui 82 doppie, 75 assist, 10 errori da prima base e 3 errori da esterno sinistro. Durante la stagione venne schierato prevalentemente come prima base.
Nella stagione 2010, a causa di due infortuni entrambi al ginocchio non scese mai in campo. Nel 2011 rientrò in campo venendo schierato nei ruoli da interno, in prima, terza e seconda base. Giocò 109 partite di cui 90 da titolare, chiudendo con .320 di media battuta, .362 in base, 6 fuoricampo, 49 RBI, 49 punti, 5 basi rubate, 469 eliminazioni di cui 45 doppie, 134 assist, 4 errori da prima base, 2 errori da seconda base e 4 errori da terza base.
Nel 2012 divenne stabilmente un seconda base. Giocò 156 partite di cui 136 da titolare con .291 di media battuta, .332 in base, 6 fuoricampo, 65 RBI 62 punti, 40 doppie (7° nella National League), 10 basi rubate, 274 eliminazioni di cui 74 doppie, 329 assist e 15 errori da seconda base.
Il 29 gennaio 2013, Murphy firmò il suo primo arbitraggio annuale per 2,925 milioni di dollari. Il 18 febbraio 2013 durante il ritiro pre stagionale, subì un infortunio al muscolo intercostale destro che lo costrinse a rimanere fuori dal campo di gioco fino al 27 marzo. Chiuse la stagione con .286 alla battuta, .319 in base, 13 fuoricampo, 78 RBI, 92 punti, 188 valide (2° nella NL), 38 doppie (7° nella NL), 23 basi rubate (7° nella NL), 333 eliminazioni di cui 89 doppie, 396 assist, 2 errori da prima base e 16 da seconda base.
Il 17 gennaio 2014, firmò in arbitraggio un altro anno a 5,7 milioni di dollari, più 50.000$ di bonus nel caso avesse raggiunto le 500 apparizioni alla battuta. Il 13 aprile contro i Los Angeles Angels nel 7° inning venne espulso insieme al compagno di squadra David Wright per proteste contro l'arbitro. Il 24 aprile nella vittoria 4-1 contro i St. Louis Cardinals nel 6° inning, grazie a una doppia fece l'RBI del vantaggio. In estate fu convocato per il suo primo All-Star Game come riserva del titolare Chase Utley. La sua convocazione fu annunciata il 6 luglio, quando era al secondo posto nella National League con 105 battute valide.
Nella stagione 2015, Murphy tornò ad essere impiegato come interno, in seconda, terza e prima base. Il 20 ottobre 2015, in gara 3 delle National League Championship Series contro i Chicago Cubs, Murphy pareggiò il record MLB con la quinta gara consecutiva con un fuoricampo nei playoff. Il primato assoluto lo stabilì due giorni dopo nella decisiva gara 4 che mandò i Mets alle World Series dopo quindici anni. Per le sue prestazioni fu premiato come miglior giocatore delle Championship Series. Divenne free agent al termine della stagione.

#### Washington Nationals
Il 24 dicembre 2015, Murphy firmò un contratto triennale del valore di 37,5 milioni di dollari con i Washington Nationals. Tornato seconda base, nella prima stagione con la nuova maglia fu convocato per il secondo All-Star Game in carriera e vinse il Silver Slugger Award dopo avere battuto con .347, con 25 fuoricampo e 104 RBI. Inoltre guidò la National League in doppi (47), media bombardieri (.595), e OPS (.985).
Il 2 luglio 2017, Murphy fu convocato come titolare per il terzo All-Star Game della carriera. A fine anno vinse il secondo Silver Slugger Award dopo avere chiuso con una media battuta di .322, 23 fuoricampo e 93 RBI.

#### Chicago Cubs
Il 21 agosto 2018, Murphy fu scambiato con i Chicago Cubs in cambio dell'interno di minor league Andruw Monasterio e un giocatore da nominare in seguito. Divenne free agent a fine stagione.

#### Colorado Rockies e ritiro
Il 21 dicembre 2018, Murphy firmò un contratto biennale dal valore complessivo di 24 milioni di dollari con i Colorado Rockies, con inclusa un'opzione del club di 12 milioni per la terza stagione. Disputò due stagione con la squadra, entrambe nel ruolo di prima base. Murphy divenne free agent al termine della stagione 2020 e il 29 gennaio 2021, annunciò il suo ritiro dal baseball professionistico.

## Palmarès

### Nazionale
- World Baseball Classic:  Medaglia d'Oro

Team USA: 2017

### Individuale
- MLB All-Star: 3

2014, 2016, 2017
- MVP della National League Championship Series: 1

2015
- Silver Slugger Award: 2

2016, 2017
- Giocatore del mese: 2

NL: maggio e luglio 2016
- Giocatore della settimana: 2

NL: 1º settembre 2013, 14 luglio 2019